# St. Thomas (Missouri)
St. Thomas és una població dels Estats Units a l'estat de Missouri. Segons el cens del 2000 tenia 287 habitants.

## Demografia
Segons el cens del 2000, St. Thomas tenia 287 habitants, 102 habitatges, i 79 famílies. La densitat de població era de 93,9 habitants per km².
Dels 102 habitatges en un 37,3% hi vivien nens de menys de 18 anys, en un 65,7% hi vivien parelles casades, en un 11,8% dones solteres, i en un 21,6% no eren unitats familiars. En el 17,6% dels habitatges hi vivien persones soles el 12,7% de les quals corresponia a persones de 65 anys o més que vivien soles. El nombre mitjà de persones vivint en cada habitatge era de 2,81 i el nombre mitjà de persones que vivien en cada família era de 3,21.
Per edats la població es repartia de la següent manera: un 25,4% tenia menys de 18 anys, un 14,3% entre 18 i 24, un 31,4% entre 25 i 44, un 15% de 45 a 60 i un 13,9% 65 anys o més.
L'edat mediana era de 30 anys. Per cada 100 dones de 18 o més anys hi havia 87,7 homes.
La renda mediana per habitatge era de 43.571 $ i la renda mediana per família de 44.250 $. Els homes tenien una renda mediana de 26.806 $ mentre que les dones 19.688 $. La renda per capita de la població era de 18.134 $. Entorn del 5,9% de les famílies i el 6,2% de la població estaven per davall del llindar de pobresa.

## Poblacions més properes
El següent diagrama mostra les poblacions més properes.